# Tutong (district)
Pour les articles homonymes, voir Tutong.
Tutong est l’un district ou daerah du Sultanat du Brunei.
Son chef-lieu est la ville de Pekan Tutong.

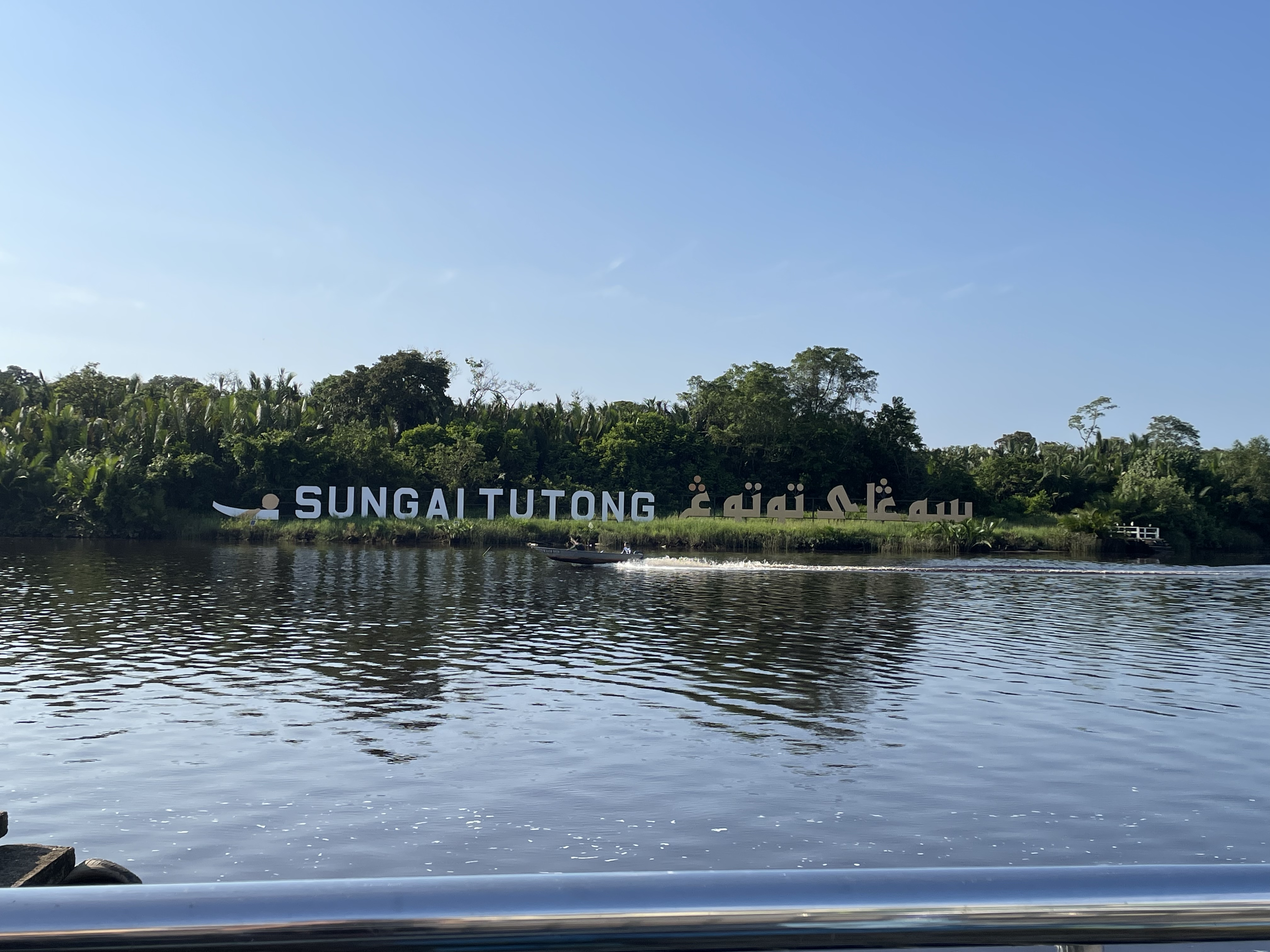
Rivière Tutong

## Provinces

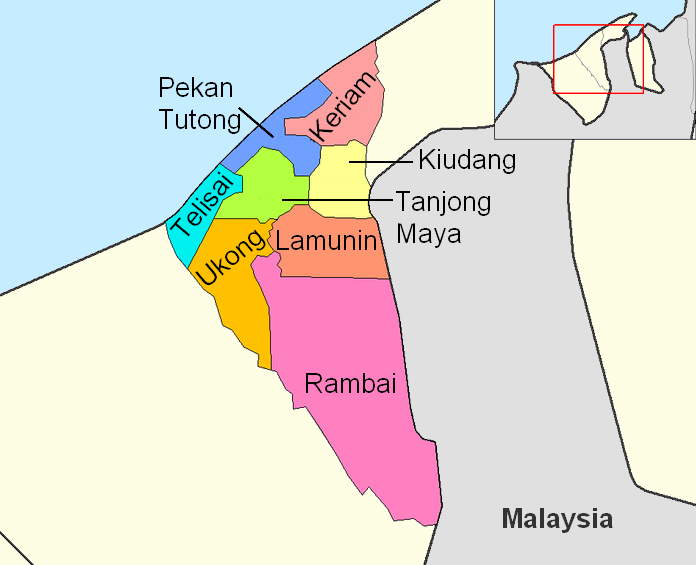
Mukims de Tutong

Le district est composé de 8 mukims (provinces) :
- Keriam
- Kiudang
- Lamunin
- Pekan Tutong
- Rambai
- Tanjong Maya
- Telisai
- Ukong

## Population
Le district est peuplé de 56 000 personnes.